# Фастович Борис Іванович
Борис Іванович Фастович (у період життя у Франції Boris de Faste, Boris de Fas, 6 червня 1890, Феодосія — не раніше 1967) — російсько-французький актор, монтажер і гример, вихідець з Росії. Брат Наталії Кованько, швагро Віктора Туржанского.

## Біографія
Народився 6 червня 1890 року у Феодосії, у сім'ї акторів. Закінчив Сумський кадетський корпус.
У 1921 році покинув Росію, сівши у Ялті на корабель до Констянтинополя. Через Афіни й Італію добрався до Франції.
Облаштувавшись у Парижі, Борис де Фаст брав участь у зйомках як актор, відтак сценарист, помічник режисера. З часу Другої світової війни не знімався, займався монтажем і гримом. Брав участь у фільмах Віктора Туржанського.

## Фільмографія

### Актор
- 1924 — Жінка у масці / La Dame masquée (Франція, режисер У. Туржанський);
- 1924 — Дві маски / Les Deux Masques (режисер У.Туржанський);
- 1926 — Михайло Строгов / Michel Strogoff — Феофар-хан (режисер У. Туржанський);
- 1927 — Занурення / En plongée — Джон (режисер Жак Робер);
- 1927 — Наполеон / Napoléon (режисер Абель Ґанс);
- 1927 — Шахіст / Le Joueur d’échecs (режисер Раймон Бернар);
- 1927 — Принцеса Марічка / Princesse Masha (Франція, режисер Рене Лепранс);
- 1928 — Мадонна спальних вагонів / La Madone des sleepings (режисери Марко де Гастин, Морис Глейз);
- 1928 — Буря / Tempest (США, режисери Віктор Туржанський, Сем Тейлор, Льюис Майлстоун);
- 1928 — Суперечлива жінка / The Woman Disputed (США, режисери Сем Тейлор #і Генрі Кінг);
- 1928 — Волга-Волга / Wolga Wolga (Німеччина, режисер У. Туржанський);
- 1929 — Діана, історія парижанки / Diane, Die Geschichte einer Pariserin (Німеччина, режисер Еріх Вашнек);
- 1929 — Манолеско — король авантюристів / Manolescu, der König der Hochstapler (Німеччина, режисер У. Туржанський);
- 1929 — Корабель загублених душ / Le Navire des hommes perdus (Франція-Німеччина, режисер Морис Турнйор);
- 1929 — Земля без жінки / Terre sans femme (режисер Кармине Галлоне);
- 1930 — Жінка на одну ніч / La Femme d'une nuit (режисер Марсель Л'Ерб'е);
- 1930 — Забави імператриці (Життя і пригоди Катерини I) — царевич Олексій / Ring of the Empress, The Spielereien einer Kaiserin (Німеччина, режисер Володимир Стрижевський);
- 1930 — Святі три криниці / Die heiligen drei Brunnen (режисер Маріо Бонар);
- 1934 — Людина з розбитим вухом / L'Homme à l'oreille cassée (режисер Робер Будріоз).

### Сценарист
- 1926 — Михайло Строгов / Michel Strogoff (режисер У.Туржанський, Німеччина, Франція);
- 1933 — Ординець / L'Ordonnance (режисер У.Туржанський, Франція);
- 1934 — Волга у вогні / Volga en flammes (режисер У.Туржанський, Франція, Чехословакія); також виступив як помічник режисера.

### Монтажер
- 1933 : Ординець / L'Ordonnance;
- 1934 : Битва / La Bataille (режисер Ніколя Фарка);
- 1935 : Очі чорні / Les Yeux noirs (режисер У.Туржанський);
- 1937 : Брехня Ніни Петрівни / Le Mensonge de Nina Petrovna (режисер У. Туржанський);
- 1938 : Андрієн Лекуврер / Adrienne Lecouvreur (режисер Марсель Л'Ерб'е).

### Художник по гриму
Понад 20 фільмів з 1927 по 1967 роки. Остання робота — фільм «Шукачі пригод» Робера Энрико.